# Rivière Touladis
Rivière Touladis är ett vattendrag i Kanada.   Det ligger i provinsen Québec, i den östra delen av landet, 1 100 km nordost om huvudstaden Ottawa.
I omgivningarna runt Rivière Touladis växer i huvudsak barrskog. Trakten runt Rivière Touladis är nära nog obefolkad, med mindre än två invånare per kvadratkilometer.